# Battersea Power Station

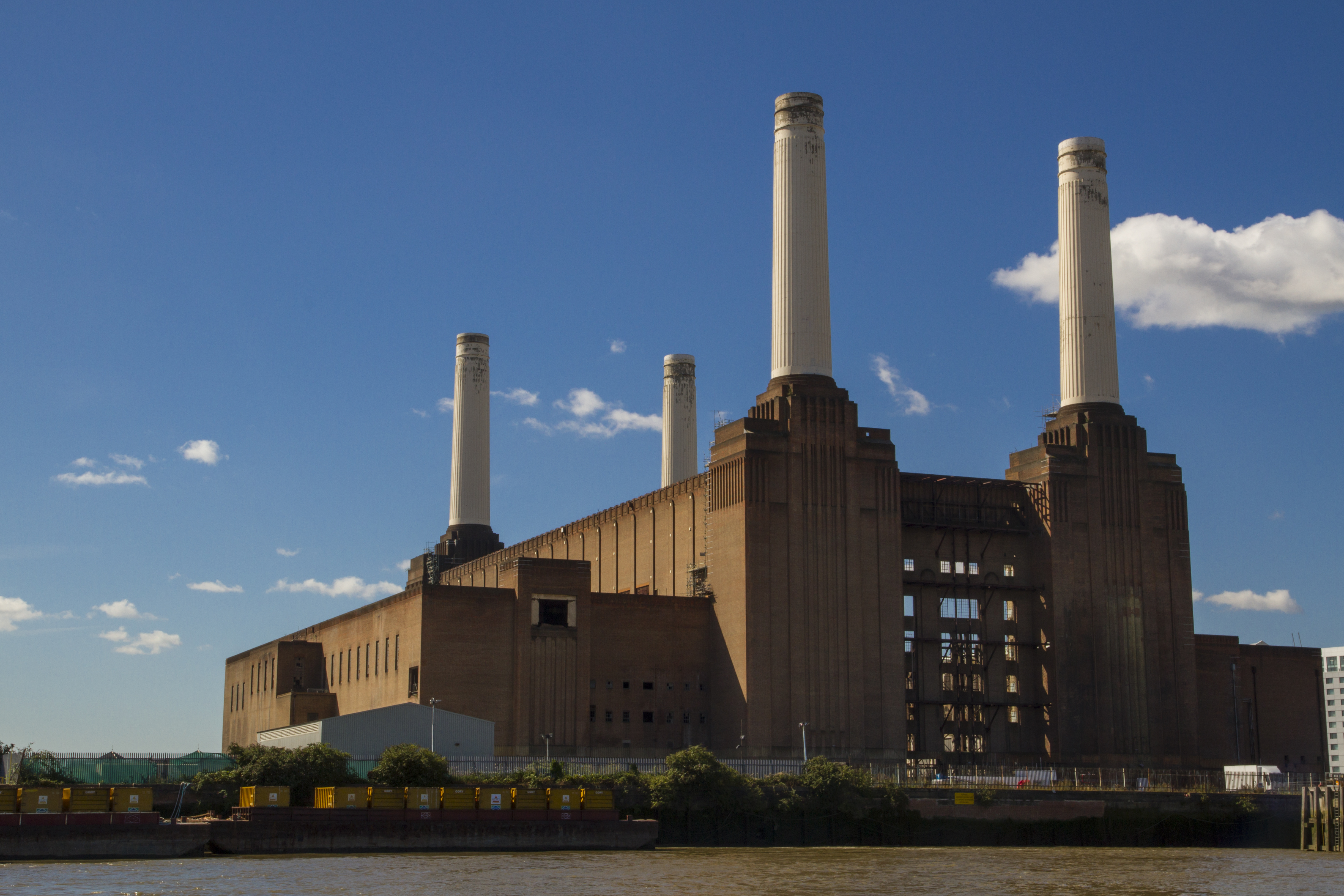
Battersea Power Station en 2012, antes de ser transformado como centro comercial.

Battersea Power Station es una central eléctrica inactiva ubicada en Battersea, Londres. En ella se utilizaba el carbón como materia prima y fue pionera en Inglaterra al emplear el sistema de distribución de energía National Grid.
La primera parte de la estructura fue construida en 1939, y la estación dejó de generar electricidad en 1983. Desde entonces, el edificio permanece inutilizado pese a los intentos de reactivación por parte de diversos colectivos a finales de los años 80. Uno de los proyectos fracasados pretendía reconvertir la estación en un parque temático sobre la revolución industrial. El otro, transformarlo en un complejo de hoteles y viviendas.
La Battersea Power Station es el edificio más grande de ladrillo en Europa y se hizo mundialmente conocido en 1965 por su aparición en la película Help!, protagonizada por The Beatles, y en 1977 en la portada del álbum Animals, de Pink Floyd.

## Actualidad
En 2008 la Real Estate Opportunities, propietaria de los terrenos, encomendó al arquitecto uruguayo Rafael Viñoly la rehabilitación de la antigua central y sus zonas aledañas.
En el mes noviembre del año 2011, se celebró la noche de gala del torneo de tenis Barclays ATP World Tour Finals, donde los ocho mejores de la temporada 2011 y la organización de la Asociación de Tenistas Profesionales (ATP), patrocinados por la compañía de elaboración de champán Moët & Chandon, recaudaron fondos para la organización Save the Children y distintas organizaciones sin fines de lucro apoyadas por los jugadores.
En 2008 el club de fútbol Chelsea F.C tenía planeado construir su nueva sede sobre Battersea, debido a que su actual sede en Stanford Bridge sólo tiene capacidad para 40.000 personas, quedándose lejos de las sedes de los demás equipos londinenses. El proyecto consistía en derrumbar gran parte de la planta dejando sólo sus 4 icónicas chimeneas sirviendo como esquinas del nuevo estadio, pero se desestimó meses más tarde la compra de la propiedad, ya que una de las condiciones de venta interpuestas por Ernst & Young, administradora de la planta, era dejar intacta la fachada.
Los consorcios SP Setia y Sime Darby compraron la planta y sus alrededores por 400 millones de libras para un megaproyecto de más de 8 mil millones de dólares, que consistió en construir oficinas corporativas y departamentos de lujo dentro de la planta y alrededor de ella hoteles, residencias y restaurantes.
El inmueble, al lado del río Támesis alberga ahora un conjunto de edificios modernos que realzó la zona como una de las más caras de esta zona de Londres. Dentro del Battersea Power Station se encuentra un centro comercial con mercados gastronómicos y al rededor gran variedad de apartamentos de lujo.